# Comuna Starîi Krîvîn, Slavuta
Starîi Krîvîn (în ucraineană Старий Кривин) este o comună în raionul Slavuta, regiunea Hmelnîțkîi, Ucraina, formată din satele Novîi Krîvîn și Starîi Krîvîn (reședința).

## Demografie
Componența lingvistică a comunei Starîi Krîvîn
     Ucraineană (96,11%)
     Rusă (3,69%)
     Alte limbi (0,07%)
Conform recensământului din 2001, majoritatea populației comunei Starîi Krîvîn era vorbitoare de ucraineană (96,11%), existând în minoritate și vorbitori de rusă (3,69%).